# Partia Sprawiedliwości i Rozwoju (Maroko)
Partia Sprawiedliwości i Rozwoju, PJD (arabski: حزب العدالة والتنمية; tamazight: ⴰⴽⴰⴱⴰⵔ ⵏ ⵜⴰⵏⵣⵣⴰⵔⴼⵓⵜ ⴷ ⵜⴰⵏⴼⵍⵉⵜ Akabar en Tnezzarfut ed Tneflit, KNN; francuski: Parti de la justice et du développement, PJD) – marokańska partia polityczna. Od 29 listopada 2011 roku do 10 września 2021 była partią rządzącą, opowiada się za islamską demokracją.

## Historia

### Tło historyczne
Pierwszym zorganizowanym islamistycznym ugrupowaniem w Maroku było Stowarzyszenie Młodzieży Islamskiej (arabski: Asz-Szabiba al-Islamijja), które zostało założone w 1969 roku. Deklarowane przez stowarzyszenie cele obejmowały: umoralnienie społeczeństwa, arabizację edukacji i wprowadzenie prawa islamskiego. W połowie lat 70. XX wieku stowarzyszenie zaczęło się rozpadać, głównie na skutek skandalu związanego z oskarżeniem założyciela – Abd al-Karim Mutiego, o zamach na marokańskiego polityka.
W 1996 jeden z odłamów powstałych po rozłamie stowarzyszenia – Al-Dżamma al-Islamijja (przemianowany później na Reforma i Odnowa) przyłączył się do małej partii o nazwie Ruch Ludowo-Demokratyczny i Konstytucyjny (arabski: Al-Harakaasz-Szabijjaad-Dimukratijjawaad-Dusturijja). Rok później, połączonej partii udało się wystawić kandydatów, a następnie zdobyć 9 miejsc w parlamencie.
W 1998 roku Ruch Ludowo-Demokratyczny i Konstytucyjny zmienił nazwę na Partia Sprawiedliwości i Rozwoju.

### Wybory parlamentarne w 2002 roku
W wyborach parlamentarnych w 2002 roku, przeprowadzonych 27 września 2002 roku, partia zdobyła 42 z 325 miejsc, wygrywając w większości okręgów, w których wystawiała kandydatów.

### Wybory parlamentarne w 2007 roku
W wyborach parlamentarnych w 2007 roku, przeprowadzonych w dniu 7 września 2007 roku, PJD zdobyła 46 z 325 mandatów, stając się największą partią opozycyjną. W 2008 roku przywódcą partii został wybrany Abdelilah Benkirane.

### Wybory parlamentarne w 2011 roku
W wyborach parlamentarnych w 2011 roku zdobyła 107 miejsc stając się partią rządzącą. 29 listopada 2011 roku Abdelilah Benkirane został wybrany premierem. Jego nowy rząd dążył do osiągnięcia średniego wzrostu gospodarczego w wysokości 5,5 procent rocznie, a także do zmniejszenia stopy bezrobocia do z 9,1 do 8 procent do końca 2016 roku.

## Poglądy polityczne
Partia Sprawiedliwości i Rozwoju określana jest jako "umiarkowanie islamistyczna", natomiast sama określa się jako "narodowa partia polityczna o islamskich ramach odniesienia". Akceptuje doktrynalną i konstytucyjną prawowitość władzy religijnej, uznaje króla jako duchową i świecką głowę państwa.
W 2004 roku Partia prowadziła kampanię przeciwko zwiększaniu minimalnego wieku zawierania małżeństw z 15 do 18 lat, przeciwko nadawaniu kobietom praw do rozwodów, ograniczaniu wielożeństwa, a także przeciwko zniesieniu obowiązku posłuszeństwa na rzecz wieloodpowiedzialności.

## Poparcie w wyborach
| Data wyborów | Ilość uzyskanych głosów | % uzyskanych głosów | Ilość mandatów | +/– |
| ------------ | ----------------------- | ------------------- | -------------- | --- |
| 1997         |                         |                     | 9/325          | –   |
| 2002         |                         |                     | 42/325         | 33  |
| 2007         | 503,396                 | 10,9%               | 46/325         | 4   |
| 2011         | 1,080,914               | 22,8%               | 107/395        | 61  |
| 2016         | 1,571,659               | 31,65%              | 125/395        | 18  |